# Brachionidium valerioi
Brachionidium valerioi är en orkidéart som beskrevs av Oakes Ames och Charles Schweinfurth. Brachionidium valerioi ingår i släktet Brachionidium och familjen orkidéer. Inga underarter finns listade i Catalogue of Life.